# In the wake of evolution
In the wake of evolution is het elfde muziekalbum van de Zweedse muziekgroep Kaipa. De basis van het album is opnieuw opgenomen in de studio’s in Uppsala, doch de gitaren werden opgenomen in Sandviken, de basgitaar in Lund en de drums in Värmdö. De over het algemeen drukken muziek klinkt losser dan hun vorige albums, hetgeen waarschijnlijk te maken heeft met de tanende invloed van de basisgitarist Roine Stolt. De band kwam steeds meer los te staan van het The Flower Kings-geluid dat Stolt had ingebracht. Sommige tracks klinken zelfs folky. Volgens eigen zeggen wilde Lundin wel vernieuwen, maar dan zonder het oude kwijt te raken.

## Musici
- Aleena Gibson, Patrick Lundström – zang
- Per Nilsson – gitaar
- Jonas Reingold – (fretloze) basgitaar
- Hans Lundin – toetsinstrumenten
- Morgan Ågren – slagwerk

met
- Fredrik Lindqvist – blokfluit op diverse tracks
- Elin Rubinzstein – viool op divers tracks

## Muziek
Alles van Hans Lundin

| Nr. | Titel                               | Duur  |
| --- | ----------------------------------- | ----- |
| 1.  | In the wake of evolution            | 10:57 |
| 2.  | In the heart of her own magic field | 5:12  |
| 3.  | Electric power water notes          | 17:50 |
| 4.  | Folia’s first decision              | 2:32  |
| 5.  | The words are like leaves           | 5:36  |
| 6.  | Arc of sound                        | 8:21  |
| 7.  | Smoke from a secret source          | 9:23  |
| 8.  | The seven oceans of our mind        | 10:08 |